# Nice Girls
Nice Girls är en fransk actionkomedi från 2024. Filmen är regisserad av Noémie Saglio som även skrivit manus tillsammans med Antoine Dallancour och Philippe Planells. Filmen hade premiär på Netflix den 21 augusti 2024.

## Handling
Filmen kretsar kring polisen Léo som får veta att en kollega till henne blivit mördad i Hamburg. Hon bestämmer sig för att reda på vem ligger bakom, men hennes chef vill att utredningen ska skötas av tysk polis.

## Rollista (i urval)
- Alice Taglioni
- Stefi Celma
- Baptiste Lecaplain
- Noémie Lvovsksy
- Antoine Dulery
- Timothee Vaganay
- Katrina Durden